# Marie Holatová
Marie Holatová (22. července 1921 – ???) byla česká a československá politička Komunistické strany Československa a poúnorová poslankyně Národního shromáždění ČSSR, Sněmovny lidu Federálního shromáždění a České národní rady.

## Biografie
Ve volbách roku 1964 byla zvolena za KSČ do Národního shromáždění ČSSR za Severomoravský kraj. V Národním shromáždění zasedala až do konce volebního období parlamentu v roce 1968.
K roku 1968 se profesně uvádí jako mistrová pletárny n. p. LOANA z obvodu Valašské Meziříčí. V databázi je nyní uváděna jako bezpartijní poslankyně.
Po federalizaci Československa usedla roku 1969 jako bezpartijní do Sněmovny lidu Federálního shromáždění (volební obvod Valašské Meziříčí), kde setrvala do konce volebního období, tedy do voleb v roce 1971. V letech 1969–1971 rovněž zasedala v České národní radě.